# Пшемысль (гмина)
Пшемысль (пол. Przemyśl) — сельская гмина (волость) в Польше, входит как административная единица в Перемышльский повет, Подкарпатское воеводство. Население — 9140 человек (на 2004 год).

## Демография
| Перепись                       | Всего   | Всего | Женщины | Женщины | Мужчины | Мужчины |
| ------------------------------ | ------- | ----- | ------- | ------- | ------- | ------- |
| Единицы                        | человек | %     | человек | %       | человек | %       |
| Население                      | 9140    | 100   | 4593    | 50,3    | 4547    | 49,7    |
| Плотность населения (чел./км²) | 84,3    | 84,3  | 42,4    | 42,4    | 42      | 42      |

## Сельские округа
1. Пикулице
2. Хермановице
3. Куньковце
4. Лентовня
5. Рожубовице
6. Витошиньце
7. Острув
8. Станиславчик
9. Белвин
10. Мальховице
11. Нехрыбка
12. Гроховце
13. Лучице
14. Ваповце
15. Крувники
16. Уйковице

## Соседние гмины
1. Гмина Фредрополь
2. Гмина Красичин
3. Гмина Кшивча
4. Гмина Медыка
5. Перемышль
6. Гмина Журавица